# Sex Style
Sex Style è il secondo album solista del rapper statunitense Kool Keith, primo lavoro a essere pubblicato dall'artista sotto questo nome il 3 febbraio del 1997 e distribuito dalla Funky Ass Records. Il disco verte principalmente su temi sessuali, tanto che lo stesso rapper lo definisce "pornocore".
Secondo Steve Huey di Allmusic, l'album «è un'occasione per ascoltare uno dei rapper più perversi di sempre al suo periodo più perverso.»
| Recensione | Giudizio |
| ---------- | -------- |
| AllMusic   | [ 1 ]    |

## Tracce
1. Intro – 0:25 (testo: K. Thornton, K. Matlin – musica: KutMasta Kurt)
2. Sex Style – 3:23 (testo: K. Thornton, K. Matlin – musica: KutMasta Kurt)
3. Don't Crush It – 4:18 (testo: K. Thornton, K. Matlin – musica: KutMasta Kurt)
4. Make Up Your Mind – 4:47 (testo: K. Thornton, T. Randolph – musica: T.R. Love)
5. Sly We Fly (featuring Motion Man) – 4:16 (testo: K. Thornton, K. Matlin, P. Laster – musica: KutMasta Kurt)
6. Plastic World – 4:11 (testo: K. Thornton, K. Matlin – musica: KutMasta Kurt)
7. Stuck On Pussy Drive – 1:15 (testo: K. Thornton, K. Matlin – musica: KutMasta Kurt)
8. Regular Girl – 4:13 (testo: K. Thornton, K. Matlin – musica: KutMasta Kurt)
9. The Mack Is Back (feat. Menelik) – 4:45 (testo: K. Thornton, T. Randolph – musica: T.R. Love)
10. What's He Like? – 0:50 (testo: K. Thornton, K. Matlin – musica: KutMasta Kurt)
11. Still the Best – 4:05 (testo: K. Thornton, K. Matlin – musica: KutMasta Kurt)
12. In Your Face – 3:54 (testo: K. Thornton, T. Randolph – musica: T.R. Love)
13. Lick My Ass – 1:04 (testo: K. Thornton, K. Matlin – musica: KutMasta Kurt)
14. Keep It Real...Represent – 3:54 (testo: K. Thornton, K. Matlin – musica: KutMasta Kurt)
15. Little Girls – 3:08 (testo: K. Thornton, K. Matlin – musica: KutMasta Kurt)
16. After the Club – 0:50 (testo: K. Thornton, K. Matlin – musica: KutMasta Kurt)
17. Lovely Lady – 3:48 (testo: K. Thornton, K. Matlin – musica: KutMasta Kurt)
18. Can I See Your Panties, Girl? (traccia nascosta) – 4:00 (testo: K. Thornton, K. Matlin – musica: KutMasta Kurt)

Durata totale: 57:06
Traccia bonus nell'edizione speciale
1. Get Off My Elevator – 10:22 (testo: K. Thornton, K. Matlin – musica: KutMasta Kurt)